# Franco Zuculini
Franco Zuculini (ur. 5 września 1990 w La Rioja) – argentyński piłkarz występujący na pozycji pomocnika we włoskim klubie Hellas Verona. Były reprezentant Argentyny. Posiada także obywatelstwo włoskie.

## Kariera klubowa
Zuculini zawodową karierę rozpoczynał w klubie Racing Club de Avellaneda. W argentyńskiej Primera División zadebiutował 13 kwietnia 2008 w wygranym 1:0 meczu z Arsenalem de Sarandí. W sezonie 2007/2008 rozegrał 9 ligowych spotkań, a jego klub zajął 18. miejsce w Torneo Clausura. 4 października 2008 w wygranym 4:1 meczu z Rosario Central Zuculini strzelił pierwszego gola w trakcie gry w Primera División Argentina. W sezonie 2008/2009 zagrał w 18 ligowych meczach i zdobył w nich jedną bramkę. Na jego koniec zajął z klubem 5. miejsce.
W czerwcu 2009 roku Zuculini podpisał kontrakt z niemieckim TSG 1899 Hoffenheim. Kwota transferu wyniosła 4,6 miliona euro. W Bundeslidze zadebiutował 12 września w wygranym 3:0 meczu z VfL Bochum. 24 października strzelił bramkę w zwycięskim 3:0 spotkaniu przeciwko 1. FC Nürnberg. Latem 2010 roku Zuculini za 750 tysięcy funtów został wypożyczony do włoskiej Genoi z opcją transferu definitywnego za 5,5 miliona funtów. W Serie A zadebiutował 28 sierpnia podczas wygranego 1:0 wyjazdowego meczu z Udinese Calcio. Od 2011 wypożyczony do Realu Saragossa.

## Kariera reprezentacyjna
W styczniu 2009 roku Zuculini został powołany do kadry U-20 na Mistrzostwa Ameryki Południowej U-20, z których jego reprezentacja odpadła w drugiej rundzie.
W seniorskiej reprezentacji Argentyny zadebiutował 20 maja 2009 w meczu z Panamą.